# Irina Nikolajewna Schabanowa
Irina Nikolajewna Schabanowa (russisch Ирина Николаевна Шабанова; * 10. September 1938 in Ufa; † 2. September 2024 in Ischewsk) war eine sowjetisch-russische Physikerin, Metallkundlerin und Hochschullehrerin.

## Leben
Schabanowa studierte an der Staatlichen Universität Perm (PGU) mit Abschluss 1962.
Schabanowa wurde 1969 Wissenschaftliche Mitarbeiterin des Swerdlowsker Instituts für Metallphysik der Ural-Abteilung (UO) der Akademie der Wissenschaften der UdSSR (AN-SSSR, seit 1991 Russische Akademie der Wissenschaften (RAN)). 1974 verteidigte sie mit Erfolg ihre Dissertation über elektronenspektroskopische Untersuchungen von Verbindungen von Eisen, Kobalt und Nickel mit Kohlenstoff und Silicium für die Promotion zur Kandidatin der physikalisch-mathematischen Wissenschaften.
Ab 1976 leitete Schabanowa das Laboratorium für Röntgen-Elektronenspektroskopie des Instituts für Physik und Technik der UO der AN-SSSR und das Laboratorium für Elektronenspektroskopie der Udmurtischen Staatlichen Universität in Ischewsk. Sie untersuchte die Oberflächenschichten und Phasengrenzen von kristallinen und nanoamorphen Festkörpern und Flüssigkeiten. Sie wurde 1990 zur Doktorin der physikalisch-mathematischen Wissenschaften promoviert und 1993 zur Professorin ernannt. Sie entwickelte die ersten russischen Magnet-Elektronenspektrometer. Sie ist Autorin bzw. Mitautorin von mehr als 200 Veröffentlichungen.
Schabanowa war Mitglied des Wissenschaftlichen Rats für Metallphysik der RAN und des Wissenschaftlichen Rats für Physikalische Chemie der Oberflächen der UO der RAN.

## Ehrungen, Preise
- Staatspreis der UdSSR (1985)[5]
- Staatspreis Udmurtiens (1994)[5]